# تپه قلعه
تپه قلعه مربوط به هزاره اول قبل از میلاد است و در شهرستان سقز، بخش زیویه، روستای تیکانلو واقع شده و این اثر در تاریخ ۲۳ شهریور ۱۳۸۲ با شمارهٔ ثبت ۱۰۰۸۸ به‌عنوان یکی از آثار ملی ایران به ثبت رسیده است.